# Irina Skobcewa
Irina Skobcewa, ros. Ирина Константиновна Скобцева (ur. 22 sierpnia 1927 w Tule, zm. 20 października 2020 w Moskwie) – radziecka i rosyjska aktorka teatralna i filmowa, Ludowa Artystka RFSRR.
Żona Siergieja Bondarczuka.
Zagrała jedną z głównych ról w komedii filmowej Zakręt szczęścia.
Pochowana na Cmentarzu Nowodziewiczym w Moskwie.

## Filmografia
- 1955: Otello
- 1967: Wojna i pokój
- 1968: Zakręt szczęścia